# Arma (bóstwo)
Arma – w mitologii Hetytów bóstwo lunarne, wyobrażane jako skrzydlaty stwór w czapce z rogami i sierpem księżyca w ręku.
W piśmie klinowym słowo arma oznaczało księżyc, występujący tylko w formie sierpowatej (półksiężyc). Za świętą liczbę tego bóstwa uważano 30 jako nawiązującą do dni miesiąca księżycowego.
Odpowiednikiem Arma u Hurytów było inne bóstwo lunarne – Kuszuh.